# National Underwater and Marine Agency
National Underwater and Marine Agency (NUMA) – organizacja non-profit założona przez pisarza Clive’a Cusslera zajmująca się poszukiwaniami i badaniem znaczących historycznie wraków okrętów, samolotów itp.. NUMA to także fikcyjna organizacja rządowa z książek Cusslera – będąca morskim odpowiednikiem NASA – posiadająca flotę statków badawczych i najnowocześniejszy sprzęt. W NUMA pracują bohaterowie książek Cusslera, np. Dirk Pitt, Al Giordino i Kurt Austin. Jej szefem jest James Sandecker.
W 1979 Cussler założył rzeczywistą organizację o takiej nazwie, zajmującą się archeologią podwodną.